# Live in Germania
Albums de Marduk
Glorification
(1996) Here's No Peace
(1997)
Live in Germania est le premier album live du groupe de black metal suédois Marduk. L'album est sorti le 7 juillet 1997 sous le label Osmose Productions.
À l'origine, l'album devait s'appeler The Black Years, c'était sous ce nom que le groupe avait annoncé sa sortie, mais les membres de Marduk ont finalement opté pour le nom de Live in Germania.
Pour cet album live, c'est Peter Tägtgren, du groupe de death metal mélodique Hypocrisy, qui a assuré le rôle de second guitariste.

## Musiciens
- Legion – chant
- Morgan Steinmeyer Håkansson – guitare
- Peter Tägtgren – guitare
- B. War – basse
- Fredrik Andersson – batterie

## Liste des morceaux
1. Beyond the Grace of God – 5:08
2. Sulphur Souls – 5:43
3. The Black... – 3:52
4. Darkness it Shall Be – 4:51
5. Materialized in Stone – 5:08
6. Infernal Eternal – 4:59
7. On Darkened Wings – 3:48
8. Wolves – 5:37
9. Untrodden Paths (Wolves Part II) – 5:37
10. Dracul va Domni Din Nou in Transilvania – 5:08
11. Legion – 5:45
12. Total Disaster (reprise du groupe Destruction) – 3:40